# 笪姓
笪姓（「笪」，切），是中文姓氏之一，在《百家姓》中排第497位。

2023年中華民國內政部姓名統計分析 （页面存档备份，存于）中，笪姓在台灣排名第718名，僅45人。

笪姓人口规模很小，历史上对此姓研究非常之少，部分姓氏考证书籍又多讹传，据各地笪氏家谱资料表明，该姓氏起源于西汉初年，发源地为山东兖州。晉代衣冠南渡后迁居并繁衍于江南地区，今在江苏句容和安徽分布相对集中。

## 延伸阅读
[在维基数据编辑]
 《百家姓》
 《欽定古今圖書集成·明倫彙編·氏族典·笪姓部》，出自陈梦雷《古今圖書集成》